# 達古

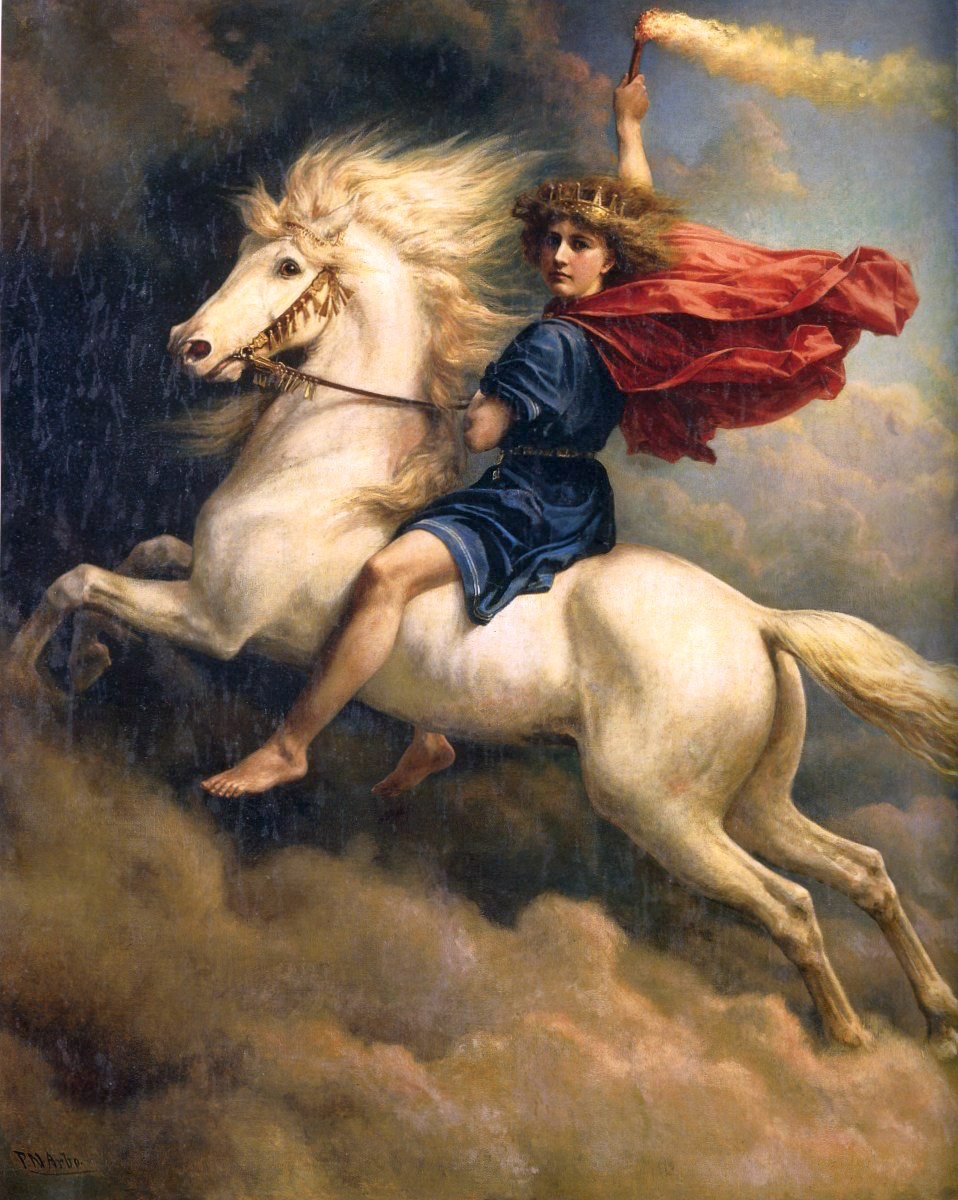
騎著馬的達古，此畫做於1874年，作者為彼得·尼可萊·阿部。

達古（古諾斯語的「白天」）是挪威神話中擬人化的白天之神。它出現在13世紀根據早期傳統資料彙編的《詩體埃達》和13世紀由史洛里·斯圖拉松撰寫的《散文埃達》中。在這兩個來源中，達古都被認為是上帝的兒子，並與「為人類畫一天」的馬斯基法克西（Skinfaxi）有關。牠的鬃毛間射出極亮的光，為世界帶來光明與喜悅。根據手稿的不同，《羅斯埃達》補充說，達古要麼是得林（Dellingr）的兒子，要麼是人格化的夜晚諾特（Nótt），要麼是擬人化的地球嬌德（Jörð）。否則，達古在整個古挪斯語作品中都以普通名詞的形式出現，簡單地表示「日」。有人提出，達古和日耳曼神話中其他同名人物之間存在聯繫。
還有一說：達古（Dagr。北歐語：Dag。冰島語：Dagur）。他是白天的化身。他是夜之女神諾特（Nótt）和黎明之神得林（Delling）的孩子。

## 埃達的達古

### 「詩體埃達」
達古在詩《瓦夫蘇魯特尼爾之歌》（古北歐語：Vafśrúðnismál）的第12節和第25節中有所提及。在第24節中，神奧丁偽裝成Gagnráðr（參見：「奧丁的名字清單」）問約頓巨人瓦夫蘇魯特尼爾白天從哪裡來，黑夜和潮汐從哪裡來。在25節中，瓦夫蘇魯特尼爾回答：

讚美白天的父親是誰，德林；Delling hight he who the day's father is,
但夜的出生是諾爾維；but night was of Nörvi born;
仁慈的力量創造新月和殘月；the new and waning moons the beneficent powers created,
為人們計年；to count the years for men。
在12節，馬，斯基法克西（Skinfaxi），他的鬃毛閃閃發光，被Vafčrúðnir稱為「為人類畫一天」的馬；the horse Skinfaxi, his mane gleaming, is stated by Vafþrúðnir as "drawing day to mankind"。

## 註解
1. ↑  Lindow (2001:91).
2. ↑  Thorpe (1907:13).
3. ↑  Larrington (1996:41).